# Vertigo Tour
A Vertigo Tour foi uma turnê mundial da banda de rock irlandesa U2. Lançado em apoio ao álbum de 2004 do grupo, How to Dismantle an Atomic Bomb, a banda visitou arenas e estádios em 2005 e 2006. A Vertigo Tour consistiu em 5 etapas que se revezaram entre os shows em arenas na América do Norte e shows internacionais em estádios. Muito parecido com a turnê anterior, Elevation Tour, o cenário da Vertigo Tour contou com um design de palco despojado e íntimo. Sobressaindo a partir da fase principal, o palco possuía uma forma de elipse que envolvia um pequeno número de fãs.
A turnê arrecadou US$ 260 milhões em 110 concertos esgotados em 2005, tornando-se a turnê mais rentável do ano. Na América do Norte por si só, a turnê arrecadou US$ 138,9 milhões de dólares, com cerca de 1,4 de bilhetes vendidos.

## Concerto de filmagem
Dois dos quatro shows do grupo em Chicago em maio de 2005 foram filmados para o DVD ao vivo Vertigo 2005: Live from Chicago. Dez canções do show em Milão em julho de 2005, apareceram como um DVD bônus especial na coletânea U218 Singles em novembro de 2006. Os shows na América Latina e em Melbourne foram filmados em 3D para o filme U2 3D, lançado em 2008.

## Datas

### Parte 1: América do Norte
| Data                | Cidade          | País           | Local                      | Show de Abertura |
| ------------------- | --------------- | -------------- | -------------------------- | ---------------- |
| 28 de março de 2005 | San Diego       | Estados Unidos | iPayOne Center             | Kings of Leon    |
| 28 de março de 2005 | San Diego       | Estados Unidos | iPayOne Center             | Kings of Leon    |
| 01 de abril de 2005 | Anaheim         | Estados Unidos | Honda Center               | Kings of Leon    |
| 02 de abril de 2005 | Anaheim         | Estados Unidos | Honda Center               | Kings of Leon    |
| 05 de abril de 2005 | Los Angeles     | Estados Unidos | Staples Center             | Kings of Leon    |
| 06 de abril de 2005 | Los Angeles     | Estados Unidos | Staples Center             | Kings of Leon    |
| 09 de abril de 2005 | San Jose        | Estados Unidos | HP Pavillion               | Kings of Leon    |
| 10 de abril de 2005 | San Jose        | Estados Unidos | HP Pavillion               | Kings of Leon    |
| 14 de abril de 2005 | Glendale        | Estados Unidos | Jobing.com Arena           | Kings of Leon    |
| 15 de abril de 2005 | Glendale        | Estados Unidos | Jobing.com Arena           | Kings of Leon    |
| 20 de abril de 2005 | Denver          | Estados Unidos | Pepsi Center               | Kings of Leon    |
| 21 de abril de 2005 | Denver          | Estados Unidos | Pepsi Center               | Kings of Leon    |
| 24 de abril de 2005 | Seattle         | Estados Unidos | KeyArena                   | Kings of Leon    |
| 25 de abril de 2005 | Seattle         | Estados Unidos | KeyArena                   | Kings of Leon    |
| 28 de abril de 2005 | Vancouver       | Canadá         | General Motors Place       | Kings of Leon    |
| 29 de abril de 2005 | Vancouver       | Canadá         | General Motors Place       | Kings of Leon    |
| 07 de maio de 2005  | Chicago         | Estados Unidos | United Center              | Kings of Leon    |
| 09 de maio de 2005  | Chicago         | Estados Unidos | United Center              | Kings of Leon    |
| 10 de maio de 2005  | Chicago         | Estados Unidos | United Center              | Kings of Leon    |
| 12 de maio de 2005  | Chicago         | Estados Unidos | United Center              | Kings of Leon    |
| 14 de maio de 2005  | Filadelfia      | Estados Unidos | Wachovia Center            | Kings of Leon    |
| 17 de maio de 2005  | East Rutherford | Estados Unidos | Continental Airlines Arena | Kings of Leon    |
| 18 de maio de 2005  | East Rutherford | Estados Unidos | Continental Airlines Arena | Kings of Leon    |
| 21 de maio de 2005  | Nova York       | Estados Unidos | Madison Square Garden      | Kings of Leon    |
| 22 de maio de 2005  | Filadelfia      | Estados Unidos | Wachovia Center            | Kings of Leon    |
| 24 de maio de 2005  | Boston          | Estados Unidos | FleetCenter                | Kings of Leon    |
| 26 de maio de 2005  | Boston          | Estados Unidos | FleetCenter                | Kings of Leon    |
| 28 de maio de 2005  | Boston          | Estados Unidos | FleetCenter                | Kings of Leon    |

### Parte 2: Europa
| Data                 | Cidade        | País          | Local                       | Show de Abertura                        |
| -------------------- | ------------- | ------------- | --------------------------- | --------------------------------------- |
| 10 de junho de 2005  | Bruxelas      | Bélgica       | Estádio Rei Balduíno        | The Thrills, Snow Patrol                |
| 12 de junho de 2005  | Gelsenkirchen | Alemanha      | Veltins-Arena               | The Thrills, Feeder                     |
| 14 de junho de 2005  | Manchester    | Inglaterra    | Etihad Stadium              | Snow Patrol, The Bravery                |
| 15 de junho de 2005  | Manchester    | Inglaterra    | Etihad Stadium              | Athlete, Idlewild                       |
| 18 de junho de 2005  | Londres       | Inglaterra    | Estádio de Twickenham       | Doves, Athlete                          |
| 19 de junho de 2005  | Londres       | Inglaterra    | Estádio de Twickenham       | Idlewild, Ash                           |
| 21 de junho de 2005  | Glasgow       | Escócia       | Hampden Park                | Black Rebel Motorcycle Club, Interpol   |
| 24 de junho de 2005  | Dublin        | Irlanda       | Croke Park                  | The Radiators, Snow Patrol              |
| 25 de junho de 2005  | Dublin        | Irlanda       | Croke Park                  | The Thrills, Paddy Casey                |
| 27 de junho de 2005  | Dublin        | Irlanda       | Croke Park                  | Ash, The Bravery                        |
| 29 de junho de 2005  | Cardiff       | País de Gales | Millennium Stadium          | Starsailor, The Killers                 |
| 02 de julho de 2005  | Viena         | Áustria       | Ernst-Happel-Stadion        | The Magic Numbers, The Thrills          |
| 05 de julho de 2005  | Chorzów       | Polônia       | Stadion Śląski              | The Magic Numbers, The Killers          |
| 07 de julho de 2005  | Berlim        | Alemanha      | Estádio Olímpico de Berlim  | Kaiser Chiefs, Snow Patrol              |
| 09 de julho de 2005  | Saint-Denis   | França        | Stade de France             | Starsailor, Snow Patrol                 |
| 10 de julho de 2005  | Saint-Denis   | França        | Stade de France             | Snow Patrol, The Music                  |
| 13 de julho de 2005  | Amsterdam     | Holanda       | Amsterdam Arena             | Kaiser Chiefs, The Killers              |
| 15 de julho de 2005  | Amsterdam     | Holanda       | Amsterdam Arena             | Snow Patrol, The Music                  |
| 16 de julho de 2005  | Amsterdam     | Holanda       | Amsterdam Arena             | Athlete, Snow Patrol                    |
| 18 de julho de 2005  | Zurique       | Suiça         | Letzigrund                  | Feeder, Ash                             |
| 20 de julho de 2005  | Milão         | Itália        | San Siro                    | Feeder, Ash                             |
| 21 de julho de 2005  | Milão         | Itália        | San Siro                    | Feeder, Ash                             |
| 23 de julho de 2005  | Roma          | Itália        | Stadio Olimpico             | Feeder, Ash                             |
| 27 de julho de 2005  | Oslo          | Noruega       | Valle Hovin                 | Razorlight, Paddy Casey                 |
| 29 de julho de 2005  | Gotemburgo    | Suécia        | Ullevi                      | Razorlight, The Soundtrack of Our Lives |
| 31 de julho de 2005  | Copenhague    | Dinamarca     | Estádio Parken              | Razorlight, The Soundtrack Of Our Lives |
| 03 de agosto de 2005 | Munique       | Alemanha      | Estádio Olímpico de Munique | Keane, The Zutons                       |
| 05 de agosto de 2005 | Nice          | França        | Stade Charles-Ehrmann       | Keane, The Zutons                       |
| 07 de agosto de 2005 | Barcelona     | Espanha       | Camp Nou                    | Kaiser Chiefs, Keane                    |
| 09 de agosto de 2005 | San Sebastián | Espanha       | Estádio Anoeta              | Kaiser Chiefs, Franz Ferdinand          |
| 11 de agosto de 2005 | Madri         | Espanha       | Estádio Vicente Calderón    | Kaiser Chiefs, Franz Ferdinand          |
| 14 de agosto de 2005 | Lisboa        | Portugal      | Estádio José Alvalade       | Kaiser Chiefs                           |

### Parte 3: América do Norte
| Data                   | Cidade           | País           | Local                      | Show de Abertura       |
| ---------------------- | ---------------- | -------------- | -------------------------- | ---------------------- |
| 12 de setembro de 2005 | Toronto          | Canadá         | Air Canada Centre          | Dashboard Confessional |
| 14 de setembro de 2005 | Toronto          | Canadá         | Air Canada Centre          | Dashboard Confessional |
| 16 de setembro de 2005 | Toronto          | Canadá         | Air Canada Centre          | Dashboard Confessional |
| 17 de setembro de 2005 | Toronto          | Canadá         | Air Canada Centre          | Dashboard Confessional |
| 20 de setembro de 2005 | Chicago          | Estados Unidos | United Center              | Dashboard Confessional |
| 21 de setembro de 2005 | Chicago          | Estados Unidos | United Center              | Dashboard Confessional |
| 23 de setembro de 2005 | Minneapolis      | Estados Unidos | Target Center              | Dashboard Confessional |
| 25 de setembro de 2005 | Milwaukee        | Estados Unidos | Bradley Center             | Dashboard Confessional |
| 03 de outubro de 2005  | Boston           | Estados Unidos | TD Banknorth Garden        | Keane                  |
| 04 de outubro de 2005  | Boston           | Estados Unidos | TD Banknorth Garden        | Keane                  |
| 07 de outubro de 2005  | Nova York        | Estados Unidos | Madison Square Garden      | Keane                  |
| 08 de outubro de 2005  | Nova York        | Estados Unidos | Madison Square Garden      | Keane                  |
| 10 de outubro de 2005  | Nova York        | Estados Unidos | Madison Square Garden      | Keane                  |
| 11 de outubro de 2005  | Nova York        | Estados Unidos | Madison Square Garden      | Keane                  |
| 14 de outubro de 2005  | Nova York        | Estados Unidos | Madison Square Garden      | Keane                  |
| 16 de outubro de 2005  | Filadelfia       | Estados Unidos | Wachovia Center            | Damian Marley          |
| 17 de outubro de 2005  | Filadelfia       | Estados Unidos | Wachovia Center            | Damian Marley          |
| 19 de outubro de 2005  | Washington, D.C. | Estados Unidos | Verizon Center             | Damian Marley          |
| 20 de outubro de 2005  | Washington, D.C. | Estados Unidos | Verizon Center             | Damian Marley          |
| 22 de outubro de 2005  | Pittsburgh       | Estados Unidos | Mellon Arena               | Damian Marley          |
| 24 de outubro de 2005  | Auburn Hills     | Estados Unidos | The Palace of Auburn Hills | Institute              |
| 25 de outubro de 2005  | Auburn Hills     | Estados Unidos | The Palace of Auburn Hills | Institute              |
| 28 de outubro de 2005  | Houston          | Estados Unidos | Toyota Center              | Damian Marley          |
| 29 de outubro de 2005  | Dallas           | Estados Unidos | American Airlines Center   | Damian Marley          |
| 01 de novembro de 2005 | Los Angeles      | Estados Unidos | Staples Center             | Damian Marley          |
| 02 de novembro de 2005 | Los Angeles      | Estados Unidos | Staples Center             | Damian Marley          |
| 04 de novembro de 2005 | Las Vegas        | Estados Unidos | MGM Grand Garden Arena     | Damian Marley          |
| 05 de novembro de 2005 | Las Vegas        | Estados Unidos | MGM Grand Garden Arena     | Damian Marley          |
| 08 de novembro de 2005 | Oakland          | Estados Unidos | Oakland Arena              | Damian Marley          |
| 09 de novembro de 2005 | Oakland          | Estados Unidos | Oakland Arena              | Damian Marley          |
| 13 de novembro de 2005 | Miami            | Estados Unidos | American Airlines Arena    | Institute              |
| 14 de novembro de 2005 | Miami            | Estados Unidos | American Airlines Arena    | Institute              |
| 16 de novembro de 2005 | Tampa            | Estados Unidos | St. Pete Times Forum       | Institute              |
| 18 de novembro de 2005 | Atlanta          | Estados Unidos | Philips Arena              | Institute              |
| 19 de novembro de 2005 | Atlanta          | Estados Unidos | Philips Arena              | Institute              |
| 21 de novembro de 2005 | Nova York        | Estados Unidos | Madison Square Garden      | Patti Smith            |
| 22 de novembro de 2005 | Nova York        | Estados Unidos | Madison Square Garden      | Patti Smith            |
| 25 de novembro de 2005 | Ottawa           | Canadá         | Scotiabank Place           | Arcade Fire            |
| 26 de novembro de 2005 | Montreal         | Canadá         | Bell Centre                | Arcade Fire            |
| 28 de novembro de 2005 | Montreal         | Canadá         | Bell Centre                | Arcade Fire            |
| 04 de dezembro de 2005 | Boston           | Estados Unidos | TD Banknorth Garden        | Institute              |
| 05 de dezembro de 2005 | Boston           | Estados Unidos | TD Banknorth Garden        | Institute              |
| 07 de dezembro de 2005 | Hartford         | Estados Unidos | XL Center                  | Institute              |
| 09 de dezembro de 2005 | Buffalo          | Estados Unidos | HSBC Arena                 | Institute              |
| 10 de dezembro de 2005 | Cleveland        | Estados Unidos | Quicken Loans Arena        | Institute              |
| 12 de dezembro de 2005 | Charlotte        | Estados Unidos | Time Warner Cable Arena    | Institute              |
| 14 de dezembro de 2005 | St. Louis        | Estados Unidos | Scottrade Center           | Kanye West             |
| 15 de dezembro de 2005 | Omaha            | Estados Unidos | Qwest Center Omaha         | Kanye West             |
| 17 de dezembro de 2005 | Salt Lake City   | Estados Unidos | EnergySolutions Arena      | Kanye West             |
| 19 de dezembro de 2005 | Portland         | Estados Unidos | Rose Garden                | Kanye West             |

### Parte 4: América Latina
| Data                    | Cidade           | País      | Local                       | Show de Abertura    |
| ----------------------- | ---------------- | --------- | --------------------------- | ------------------- |
| 12 de fevereiro de 2006 | Monterrey        | México    | Estadio Tecnológico         | The Secret Machines |
| 15 de fevereiro de 2006 | Cidade do México | México    | Estadio Azteca              | The Secret Machines |
| 16 de fevereiro de 2006 | Cidade do México | México    | Estadio Azteca              | The Secret Machines |
| 20 de fevereiro de 2006 | São Paulo        | Brasil    | Estádio do Morumbi          | Franz Ferdinand     |
| 21 de fevereiro de 2006 | São Paulo        | Brasil    | Estádio do Morumbi          | Franz Ferdinand     |
| 26 de fevereiro de 2006 | Santiago         | Chile     | Estádio Nacional            | Franz Ferdinand     |
| 01 de março de 2006     | Buenos Aires     | Argentina | Estádio Monumental de Nuñez | Franz Ferdinand     |
| 02 de março de 2006     | Buenos Aires     | Argentina | Estádio Monumental de Nuñez | Franz Ferdinand     |

### Parte 5: Oceania, Japão e Havaí
| Data                   | Cidade    | País           | Local                                 | Show de Abertura                |
| ---------------------- | --------- | -------------- | ------------------------------------- | ------------------------------- |
| 07 de novembro de 2006 | Brisbane  | Austrália      | Queensland Sport and Athletics Centre | Kanye West                      |
| 10 de novembro de 2006 | Sydney    | Austrália      | Telstra Stadium                       | Kanye West                      |
| 11 de novembro de 2006 | Sydney    | Austrália      | Telstra Stadium                       | Kanye West                      |
| 13 de novembro de 2006 | Sydney    | Austrália      | Telstra Stadium                       | Kanye West                      |
| 16 de novembro de 2006 | Adelaide  | Austrália      | AAMI Stadium                          | Kanye West                      |
| 18 de novembro de 2006 | Melbourne | Austrália      | Docklands Stadium                     | Kanye West                      |
| 19 de novembro de 2006 | Melbourne | Austrália      | Docklands Stadium                     | Kanye West                      |
| 24 de novembro de 2006 | Auckland  | Nova Zelândia  | Ericsson Stadium                      | Kanye West                      |
| 25 de novembro de 2006 | Auckland  | Nova Zelândia  | Ericsson Stadium                      | Kanye West                      |
| 29 de novembro de 2006 | Saitama   | Japão          | Saitama Super Arena                   |                                 |
| 30 de novembro de 2006 | Saitama   | Japão          | Saitama Super Arena                   |                                 |
| 04 de dezembro de 2006 | Saitama   | Japão          | Saitama Super Arena                   |                                 |
| 09 de dezembro de 2006 | Honolulu  | Estados Unidos | Aloha Stadium                         | Rocco and the Devils, Pearl Jam |